# Pokinatcha
Pokinatcha es el álbum debut de la banda de punk-rock MxPx. Fue lanzado al mercado el 4 de octubre de 1994 por Tooth & Nail Records. El álbum cuenta con 17 canciones y está influenciado en el skate-punk. Las canciones se caracterizan por ser cortas, con el sonido pegadizo del punk y en su gran mayoría; contar con sólo 3 acordes en la guitarra. Fue el único álbum en incluir al guitarrista original de MxPx, Andy Husted. 

## Lista de canciones
Todas las canciones escritas y compuestas por Mike Herrera.. 
| N.º | Título                    | Duración |  |
| 1.  | «Anywhere But Here»       | 3:25     |  |
| 2.  | «Weak»                    | 3:02     |  |
| 3.  | «Want Ad»                 | 1:23     |  |
| 4.  | «Realize»                 | 2:26     |  |
| 5.  | «Think Twice»             | 1:52     |  |
| 6.  | «Unopposed»               | 2:26     |  |
| 7.  | «Aspect, The»             | 2:50     |  |
| 8.  | «Ears to Hear»            | 2:49     |  |
| 9.  | «Bad Hair Day»            | 1:52     |  |
| 10. | «Too Much Thinking»       | 3:41     |  |
| 11. | «Time Brings Change»      | 2:25     |  |
| 12. | «PxPx»                    | 1:04     |  |
| 13. | «Jars of Clay»            | 2:18     |  |
| 14. | «High Standards»          | 2:21     |  |
| 15. | «Another Song About T.V.» | 1:40     |  |
| 16. | «Twisted Words»           | 2:16     |  |
| 17. | «Walking Bye»             | 1:48     |  |
| 18. | «No Room»                 | 2:01     |  |
| 19. | «Jay Jay's Song»          | 1:55     |  |
| 20. | «One Way Window»          | 2:00     |  |
| 21. | «Dead End»                | 2:46     |  |

## Personal
- Mike Herrera - bajista, vocalista
- Andy Husted- guitarrista, coros
- Yuri Ruley - baterista